# Talkhan
Talkhan es una golosina y postre típico de Afganistán, elaborado con nuez y moras rojas o blancas. Se dice que el talkhan se parece al chocolate, solo que es más liviano y grueso. El talkhan es elaborado especialmente en los valles montañosos del Hindukush, incluida la provincia de Parwān.